# Cyaniris parnassia
Cyaniris parnassia är en fjärilsart som beskrevs av Otto Staudinger 1871. Cyaniris parnassia ingår i släktet Cyaniris och familjen juvelvingar. Inga underarter finns listade i Catalogue of Life.